# Легенда о снежном человеке
«Легенда о снежном человеке» — независимый компьютерный анимационный фильм 2006 года, выпущенный компанией Gorilla Pictures, в главных ролях Уильяма Херта и Джона Рис-Дэвиса. Он был выпущен 12 сентября 2006 года и стал первым компьютерным анимационным фильмом, выпущенным Gorilla Pictures.

## Сюжет
Рейнджер Стив сидит у костра, рассказывая историю о семье Дэвис.
Джон Дэвис летит на водном самолёте над долиной под названием Саскватч Вэлли со своими двумя дочерьми Кристи и Мэгги. Кристи говорит Мэгги, что Сасквотч — это снежный человек, и Мэгги задается вопросом, есть ли в долине снежный человек. Христи говорит ей, что снежный человек — это миф. Наконец они прибыли в свой новый дом, и весь дом был покрыт сосновыми шишками. В конце дня все убирается и все ложатся спать. Мэгги слышит что-то в сарае снаружи. Она находит в сарае маленького снежного человека. Мэгги спотыкается и падает, а маленький снежный человек убегает.
Утром Джон, Мэгги и Кристи отправляются на новую работу Джона. Они встречают Дейва, босса завода. На реке будет построена новая плотина, которая обеспечит электроэнергией этот район. Тем временем Клетус Макнабб и его приятель Дог, собака, хотят поймать снежного человека. Той ночью Мэгги снова выходит на улицу искать снежного человека. Она снова находит его и преследует снежного человека в лесу. Она теряет его, и начинается дождь. Снежный человек возвращается со своей матерью и уводит её в секретную пещеру под водопадом. Мэгги узнает, что новая плотина затопит их дом. Снежный человек забирает Мэгги домой.
На следующее утро Мэгги пытается сказать Джону и Кристи, но они ей не верят. Когда Джон идет на работу, Мэгги и Кристи встречают рейнджера Стива, он говорит, что Джон попросил его проверить их. Как только он уходит, Мэгги пытается сказать Кристи, что снежный человек настоящий, но Кристи ей не верит. Безумная, Мэгги бежит их искать. Христи следует за ней, и они наконец дошли до пещеры. Клетус Макнабб и Дог видят, как они входят в пещеру, и разрабатывают план, как поймать одного из снежных людей.
Джон возвращается в дом и повсюду ищет своих дочерей. Когда Джон выходит в лес, он натыкается на снежного человека, и они уводят его в пещеру. Теперь Джон знает, что снежный человек в опасности, поэтому они планируют способ предотвратить затопление пещеры. Они собирают в долине все сосновые шишки и измельчают их в кашицу. Они забирают мякоть в пещеру и покрывают ею трещины в пещере. Теперь они задаются вопросом, будут ли стены обваливаться, и им придется их убрать. Они перемещают их высоко в заснеженные горы в другую пещеру. Клетус и Дог идут в пещеру, чтобы поймать одного из них, но пещеры закрываются, и пещера затопляется, и Клетус и Дог выбираются наружу. В горах семья Дэвис прощается с снежным человеком. В конце титров Дог сердится на Клетуса и переезжает к Дэвисам.

## Роли озвучили
- Уильям Херт — Джон Дэвис
- Джон Рис-Дэвис — Рейнджер Стив
- Джевел Рестанео — Кристи Дэвис
- Блэр Рестанео — Мэгги Дэвис
- Джо Аласки — Дейв
- Лэнс ЛеГолт — Клетус Макнабб
- Джун Форей — Мать Сасквотча
- Брайан Каммингс — пёс Снэрлс, также известный как «Чувак»
- Камилла Джульетта — птичка
- Чарльз Линдли — Летучие мыши
- Фрэнк Уэлкер — Сасквотч